# Épendes (Vaud)
Pour les articles homonymes, voir Épendes.
Épendes est une commune suisse du canton de Vaud, située dans le district du Jura-Nord vaudois. Elle compte 372 habitants en 2022. Le village d'Épendes se situe dans la plaine de l'Orbe à 447 mètres d'altitude.

## Histoire
Un refuge burgonde a été découvert sur une arête dominant Épendes. Le village est mentionné sous le nom de Spinles en 1154 puis Espinnes en 1174. Il fait partie de la seigneurie de Belmont puis, après l'invasion bernoise de 1536, du bailliage d'Yverdon. Il fait ensuite partie du district d'Yverdon de la révolution vaudoise de 1798 à 2007 et du district du Jura-Nord vaudois depuis 2008.

### Héraldique
| Armes d'Épendes | Les armes de la commune d'Épendes se blasonnent ainsi : De gueules à la fasce d'or, au roseau au naturel brochant en pal, accompagné en pointe de deux grenouilles de sinople. |

## Géographie
La surface totale de la commune d'Épendes représente 480 hectares qui se décomposent en 45 ha de surfaces d'habitat et d'infrastructure (9,4 %), 362 ha de surfaces agricoles (75,4 %), 64 ha de surfaces boisées (13,3 %) et enfin 9 ha de surfaces improductives (1,9 %)[réf. nécessaire].
Le village d'Épendes se situe à une altitude de 447 mètres sur le plateau suisse. La partie nord de la commune se situe dans la plaine de l'Orbe, entre le canal oriental (partie du canal d'Entreroches) et la Thièle à une altitude de 435 mètres. Au sud, le territoire communal s'étend en pente raide jusqu'à une altitude maximale de 569 mètres aux Côtes de Chalamont.
Les communes voisines d'Épendes sont Treycovagnes, Yverdon-les-Bains, Belmont-sur-Yverdon, Suchy, Chavornay, Orbe, Mathod et Suscévaz.

## Population

### Surnom
Les habitants de la commune sont surnommés les Grenouilles, ou lè Renaillâre (les Pêcheurs-de-Grenouille en patois vaudois), en raison de la proximité des marais de la plaine de l'Orbe.

### Démographie
Épendes compte 372 habitants en 2022. Sa densité de population atteint 77 hab./km2.
En 2000, la population d'Épendes est composée de 164 hommes (51,25 %) et 156 femmes (48,75 %). Il y a 277 Suisses (86,6 %) et 43 étrangers (13,4 %). La langue la plus parlée est le français, avec 288 locuteurs (90 %), et la deuxième langue est le portugais (10 personnes ou 3,1 %). Il y a également 9 germanophones (2,8 %). Sur le plan religieux, la communauté protestante reformée est la plus importante avec 197 personnes (61,6 %), suivie des catholiques romains (67 ou 20,9 %). 37 personnes (11,6 %) n'ont aucune appartenance religieuse.
Le graphique suivant résume l'évolution de la population d'Épendes entre 1850 et 2010 :

## Politique
Sur le plan communal, Épendes est dirigé par une municipalité formée de cinq membres et dirigée par un syndic pour l'exécutif et un Conseil général dirigé par un président pour le législatif.

## Économie
Jusqu'à la seconde moitié du XXe siècle, l'économie locale était principalement tournée vers l'agriculture et l'arboriculture fruitière qui, de nos jours encore, représentent une part importante des emplois locaux. Les sucreries d'Aarberg possèdent un domaine de 135 hectares à Épendes pour la culture de betteraves. Le village compte également des entreprises d'horticulture. Il y avait une société de fromagerie de 1830 à 1971. Quelques emplois ont été créés dans des entreprises locales mais Épendes compte de nombreux pendulaires qui travaillent principalement à Yverdon-les-Bains.

## Monuments
Un château construit en 1722 se situe sur le territoire de la commune.

## Transports
Épendes, qui fait partie de la communauté tarifaire vaudoise Mobilis, possède une gare ferroviaire sur la ligne Yverdon-Lausanne depuis 1855. L'autoroute A1 (Lausanne-Yverdon), ouverte en 1981, traverse la commune. Les entrées les plus proches sont celles d'Yverdon-Sud (4 kilomètres) et Chavornay (5 kilomètres).

## Vie locale
Épendes compte un chœur mixte, un club de football, une société de gymnastique et une société de jeunesse.
On y trouve également l’école Rudolf Steiner, locataire du château.